# Pedicularis incarnata
Pedicularis incarnata är en snyltrotsväxtart som beskrevs av Carl von Linné. Pedicularis incarnata ingår i släktet spiror, och familjen snyltrotsväxter. Inga underarter finns listade i Catalogue of Life.